# Johannebergs församling
Göteborgs Johannebergs församling är en församling i Göteborgs södra kontrakt i Göteborgs stift. Församlingen ligger i Göteborgs kommun i Västra Götalands län och ingår i Domkyrkopastoratet.

## Administrativ historik
Församlingen bildades 1 januari 1929 (enligt beslut den 8 juni 1928) när Vasa församling delades på två delar (den andra delen fortsatt benämnd Vasa). Den nya församlingen omfattade en areal av 1,85 km², varav 1,83 km² land och hade 16 640 invånare den 31 december 1928.
Församlingen omfattade inledningmässigt stadsdelarna Johanneberg, Heden 28-31 och 40:e kvarteret, samt området däremellan och Mölndalsån från och med Burgårdens bostadspaviljonger ned till Krokslätt, av Lorensberg 8-17, 21, 23-25, 30, 31 och 33:e kvarteret, Landala samt en del av stadsägan nr 8.366 med undantag av 30:e kvarteret och västra delen av 31 kvarteret samt delar av stadsägoområdet nr 8.429 och av Vasastadens 11:e kvarter.
År 1951 överfördes Krokslätt från Örgryte församling, och samtidigt återfördes ett större område till Vasa församling.
Församlingen var privilegierad fram till 1958 års prästvalslag, med rätt att kalla obegränsat antal provpredikanter vid prästtillsättningar.
Församlingen utgjorde ett eget pastorat till 2018 då den uppgick i Domkyrkopastoratet.

## Kyrkor
Församlingen har idag (2018) verksamhet i Johannebergskyrkan och Buråskyrkan.
Från början hade församlingen bara en kyrka, Landala kapell. 13 oktober 1940 invigdes Johannebergskyrkan. En barackkyrka i Burås-distriktet invigdes 1950, vilken 1971 ersattes med en permanent kyrka, Buråskyrkan.
Församlingens verksamhet i Landalakapellet avslutades med en avslutningsgudstjänst den 29 november 2015, och denna kyrka används nu (2018) av andra församlingar.

## Areal
Johannebergs församling omfattade den 1 januari 1976 en areal av 2,4 kvadratkilometer, varav 2,4 kvadratkilometer land.